# Pholcus muralicola
Pholcus muralicola är en spindelart som beskrevs av Maughan och Fitch 1976. Pholcus muralicola ingår i släktet Pholcus och familjen dallerspindlar. Inga underarter finns listade i Catalogue of Life.